# Tungel
Tungel is een bestuurslaag in het regentschap Gayo Lues van de provincie Atjeh, Indonesië. Tungel telt 404 inwoners (volkstelling 2010).